# 惟良貞道
惟良 貞道（これよし の さだみち）は、平安時代初期の貴族。伊勢介・惟良春道の近親か。官位は従五位上・図書頭。

## 経歴
淳和朝末の天長9年（832年）近親と想定される惟良春道が従五位下に叙爵されると、翌天長10年（833年）貞道も従五位下に昇叙される。
承和3年（836年）文章博士から図書頭に遷ると、仁明朝において10年以上に亘って図書頭を務める一方で、承和6年（839年）春道に次いで伊勢介任ぜられると、承和8年（841年）播磨権介、承和12年（845年）武蔵介、承和13年（846年）伊勢介と地方官を兼ねた。またこの間の承和12年（845年）従五位上に叙せられている。

## 官歴
『続日本後紀』による。
- 時期不詳：正六位上
- 天長10年（833年） 11月18日：従五位下
- 時期不詳：文章博士
- 承和3年（836年） 7月6日：図書頭
- 承和6年（839年） 正月11日：兼伊勢介
- 承和8年（841年） 3月20日：兼伊勢介。閏9月28日：兼播磨権介
- 承和12年（845年） 正月7日：従五位上。7月3日：兼武蔵介
- 承和13年（846年） 正月13日：兼伊勢介